# Lia Lee
Lia Lee pseudoniem van Marie-José Van Raemdonck (Antwerpen, 30 november 1922 – aldaar, 9 mei 2011) was een Vlaamse actrice. 
Lee is het meest bekend van haar rol van Valerie in Slisse & Cesar en Marie Van Mechelen uit Het Pleintje. Lee speelde haar eerste rol in 1955 in de film De bruid zonder bed, haar laatste rol dateert van 1995 toen ze in de eerste aflevering van de sitcom Nonkel Jef de vrouw van Jef speelde, Leona, die al meteen overleed. Hierna was Lee niet meer te zien op het scherm.
Lia Lee stierf op maandagochtend, 9 mei 2011 aan de gevolgen van een longontsteking in het Middelheimziekenhuis te Antwerpen.
Ze was 88 jaar.

## Filmografie

### Grote rollen
- De gouden jaren (1992) - Mariette Roelandts
- Het Pleintje (1986-1987)- Marie Van Mechelen-Van Brabant
- Hard Labeur (1985) - Roze
- Slisse & Cesar (1977) - Valerie

### Gastrollen
- Nonkel Jef (1995) - Leona De Paepe
- Freddytex (1994)
- Bompa (1993)
- Alfa Papa Tango (1990) - Conciërge
- Postbus X (1988) - Mevrouw Harm
- Merlina (1983) - De Vloek van Villa Belletagio (Melanie) / (1985) - De Man van Zes Miljoen (Moeder)
- Ontbijt voor Twee (1972) - Zulma
- Beschuldigde, sta op (1970) - Getuige
- Wij, heren van Zichem (1969) - Zelia